# Тунджа (община)
Тунджа (болг. Община Тунджа) — община в Болгарии. Входит в состав Ямболской области. Население составляет 27 008 человек (на 16 июня 2008 года).

## Состав общины
В состав общины входят следующие населённые пункты:
1. Асеново
2. Безмер
3. Болярско
4. Ботево
5. Бояджик
6. Веселиново
7. Видинци
8. Генерал-Инзово
9. Генерал-Тошево
10. Голям-Манастир
11. Гылыбинци
12. Дражево
13. Драма
14. Дряново
15. Завой
16. Златари
17. Кабиле
18. Калчево
19. Каравелово
20. Козарево
21. Коневец
22. Крумово
23. Кукорево
24. Маломир
25. Меден-Кладенец
26. Межда
27. Миладиновци
28. Могила
29. Овчи-Кладенец
30. Окоп
31. Победа
32. Робово
33. Роза
34. Савино
35. Симеоново
36. Скалица
37. Сламино
38. Стара-Река
39. Тенево
40. Тырнава
41. Хаджидимитрово
42. Ханово
43. Чарган
44. Челник